# Château-Chinon (Campagne)
Château-Chinon (Campagne) är en kommun i departementet Nièvre i regionen Bourgogne-Franche-Comté i de centrala delarna av Frankrike. Kommunen ligger i kantonen Château-Chinon (Ville) som tillhör arrondissementet Château-Chinon (Ville). År 2022 hade Château-Chinon (Campagne) 555 invånare.

## Befolkningsutveckling
Antalet invånare i kommunen Château-Chinon (Campagne)
| Referens: INSEE |